# Michael Blum (Drucker)
Michael Blum (* 1494 Straßburg; † 1550 Leipzig) war ein deutscher Drucker. Er war nach Emil Weller (Repertorium typographicum Nr. 4000–4001) ab 1526 in Leipzig tätig.
Zu seinen Drucken zählen nach Weller:
- Johannes Toltz: Ein kurzer vnd fast nutzbarlicher bescheidener Sermon vber das Christliche lobgesang Eyn kindeleyn so lobiglich ist vns geboren hewte, 1526
- Johannes Toltz: Eyn Sermon von der vilfeltigen Frucht des gestorbnen weytzkornlen, 1526
- Anon.: Artzney Buchlein wider allerlei kranckeyten vnd gebrechen der tzeen, 1530.[1]